# Allison Bacelar
Allisson Beserra Bacelar (Teresina-PI, 31 de março de 1983) é um jornalista piauiense, notório por seu trabalho junto à CCOM (Coordenadoria de Comunicação) do Estado do Piauí. 
Bacelar é co-autor do livro, “Advogados do Piauí - Seleção de Ouro”, considerado  pioneiro na área de guias de advogados no Piauí, mas que causou polêmica à época de sua publicação com a acusação de “ferir o código de ética da OAB/PI, que deixa clara a proibição de propaganda por parte dos advogados”. Para o presidente da OAB-PI, Sigifroi Moreno, porém, não se pode considerar que o livro infringiu nenhum código de ética, uma vez que ele “não tem finalidade de comércio” mas sim “de retratar historicamente alguns advogados”.
Em 2012, Bacelar foi o idealizador da exposição "Os Empreendedores", que homenageou 30 personalidades do empreendedorismo piauiense.

## Livros
- 2012 – Advogados do Piauí - Seleção de Ouro (co-autoria com Dina Magalhães)
- 2016 – Líderes em ação (editorial)[9]

## Honrarias
- 2017 – Ordem do Mérito Renascença do Piauí[10]
- 2019 – Medalha do Mérito Militar do Comando Geral da PM do Piauí[11]
- 2022 – Placa-homenagem da Junta Comercial do Piauí (Jucepi)[12][13] pela “contribuição para o desenvolvimento econômico do estado”.[14]